# Good Luck
Good Luckは、アレックス・ロビラによって著された書籍。

## 概要
2004年6月にポプラ社から出版。
世界的なベストセラーとなった書籍で、運と幸運の違い、今日できること、正しい努力の方法などを述べる。
スペインで大ブレイクした後に、世界50カ国で出版され、国際的なベストセラーになる。筆者はこの本を書くのには8時間しかかからなかったが、考えるのに3年の月日を費やした。
幸運が訪れないならば訪れない理由があり、幸運をつかむためには下ごしらえをする必要がある。これは大変でも今日できることは今日してしまうこと。幸運が訪れる条件は自ら作るということとする。
フィリップ・コトラーは、この書籍を星の王子様のようであると絶賛する。
日本著者販促センターの2004年ベストセラー30で4位。
トーハン調べの2004年年間ベストセラーランキングの総合で5位。単行本・ノンフィクション他で1位。
2015年5月23日に放送された世界一受けたい授業の日本で最も読まれた書籍のベストセラーランキングで38位で200万部と紹介される。
2019年4月6日に放送された世界一受けたい授業の「平成のベストセラー実用書ベスト30」で20位。